# René Maran

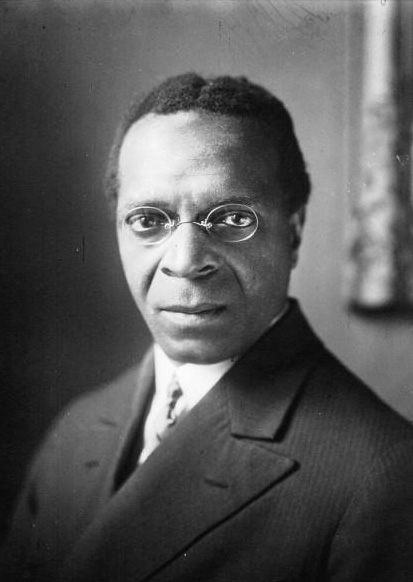
René Maran (1930)

René Maran (* 8. November 1887 in Fort-de-France, Martinique; † 9. Mai 1960 in Paris) war ein französischer Schriftsteller. Mit seinem Roman Batouala gewann er 1921 den Prix Goncourt.

## Leben und Wirken
Marans Vater arbeitete in der Kolonialverwaltung. Maran wurde auf einem Schiff geboren, das die Familie nach Martinique brachte, wohin sein Vater versetzt worden war. Entsprechend den Versetzungen seines Vaters verbrachte Maran einen Teil seiner Kindheit in Gabun, später wurde er aus Gesundheitsgründen nach Südfrankreich geschickt. Ab 1894 besuchte er dort das Lycée von Talence und anschließend das Lycée Michel Montaigne in Bordeaux. In Bordeaux machte er u. a. die Bekanntschaft mit Félix Éboué.
1909 nahm Maran aus finanziellen Gründen einen Posten in der Kolonialverwaltung an und konnte noch im selben Jahr als Schriftsteller debütieren. Léon Bocquet (1876–1954) veröffentlichte in seiner Zeitschrift „Le Beffroi“ eine Erzählung von ihm.
Am 9. Mai 1960 starb René Maran und fand auf dem Cimetière Montparnasse (11. Division) seine letzte Ruhestätte.

## Rezeption
1921 erhielt Maran als erster schwarzer Schriftsteller den Prix Goncourt. Im Vorwort zu dem preisgekrönten Roman Batouala kritisierte er scharf den Kolonialismus und musste daraufhin von seinem Posten in der Kolonialverwaltung zurücktreten.
Marans Werk beschreibt die Grausamkeit des Kolonialismus (→Französische Kolonien). Léopold Sédar Senghor erkannte Maran als „précurseur de la négritude“ (als Vorläufer der Négritude) an.

## Werke

### Belletristik
Erzählungen
- Peines de cœur. „Univers“, Paris 1944 (Inhalt: Peines de cœur, L'homme qui attend und Deux amis).
- Le petit roi de Chimérie. Conte. Albin Michel, Paris 1924 (Vorwort von Léon Bocquet)

Gedichte
- La maison du bonheur. Paris: Le Beffroi, 1909.
- La vie intérieure. Poèmes (1909–1912). Le Beffroi, Paris 1912.
- Les belles images. Poèmes. Delmas, Paris 1935.
- Le livre du souvenir. Poèmes, 1909-1957. Présence Africaine, Paris 1958.

Romane
- Batouala. Un véritable roman nègre. Michel, Paris 2011, ISBN 978-2-226-01676-8 (EA Paris 1921, illustriert von Alexandre Iacovleff (1887–1938))
  - deutsch: Batouala – Ein authentischer „roman nègre“. Manesse, Zürich 2007, ISBN 978-3-7175-2130-3 (übersetzt von Caroline Vollmann und einem Nachwort Jürgen von Stackelberg).[2]
  - Batuala. Die Geschichte eines Negers. (Die Seele Afrikas, Bd. 1)[3] Rhein-Verlag, Basel u. a., ca. 1946 (Dt. von Claire Goll)
- Djouma, chien de brousse…. Albin Michel, Paris 1927.
  - deutsch: Dschuma. Ein Negerhund (Die Seele Afrikas; Bd. 2). Rhein-Verlag, Basel 1928 (übersetzt von Claire Goll).
- Journal sans date. Roman inédit. In: André Birebeau: Petit Péché (Les œuvres libres; Bd. 73). Fayard, Paris 1927, S. 105–236.
- Le cœur serré Albin Michel, Paris 1931.
- L'homme qui attend. Roman inédit et complet.In: Pierre Mille: Un secret de famille (Les œuvres libres; Bd. 176). Fayard, Paris 1936, S. 37–130.
- Un homme pareil aux autres. Michel, Paris 1962 (EA Paris 1947); Ein Mensch wie jeder andere, mit einem Nachwort von Mohamed Mbougar Sarr ; aus dem Französischen von Claudia Marquardt, Zürich, Schweiz : Elster, 2023, ISBN 978-3-906903-22-4
- Mbala, l'éléphant. Éditions Arc-en-Ciel, Paris 1947 (illustriert von Gaston Barret).
- Bacouya, le cynocéphale. Albin Michel, Paris 1953.

### Sachbücher
Biographien
- Les pionniers de l'empire. Albin Michel, Paris 1943/55.

1. Jean de Béthencourt. Anselme d'Isalguier. Binot le Paulmier de Gonneville. Jacques Cartier. Jean Parmentier. Nicolas Durand de Villegagnon. Jean Ribault. 1943.
2. Samuel Champlain. Belain d'Esnambuc. Robert Cavelier de La Salle. 1946.
3. André Brue. Joseph François Dupleix. René Madec. Pigneaux de Behaine. 1955.

- Savorgnan de Brazza. Éditions du Dauphin, Paris 2009, ISBN 978-2-7163-1409-1 (EA Paris 1951).
- Félix Éboué. Grand commis et loyal serviteur, 1885-1944. Harmattan, Paris 2007, ISBN 978-2-296-03919-3 (EA Paris 1957).
- Bertrand du Guesclin. L’épée du roi. Albin Michel, Paris 1960.

Essays
- Asepsie noire!. Éditions Place, Paris 2007, ISBN 978-2-858936-72-4 (EA Paris 1931).
- zusammen mit Pierre Deloncle: Le Tchad de sable et d'or (Toutes nos colonies; Bd. 4). Revue française, Paris 1931.
- Afrique Équatoriale Française. Terres et races d'avenir. L'Imprimerie de Vaugirard, Paris 1937 (illustriert von Paul Jouve).
- Livingstone et l'exploration de l'Afrique (La découverte du monde; Bd. 3). Gallimard, Paris 1938.
- Brazza et la fondation de l'A.E.F (La découverte du monde; Bd. 9). Gallimard, Paris 1941.
- Bêtes de la brousse. Albin Michel, Paris 1952.